# Hybride Organisation
Hybride Organisationen verbinden Elemente von profit- und nicht-profitorientierten Organisationen, deren Fokus auf gesellschaftlicher Einflussnahme liegt.
Beispiele sind öffentliche Unternehmen oder Eigenbetriebe, gemeinnützige Unternehmen, Sozialunternehmen, Public-Private-Partnerships, spendenbasierte Unternehmungen oder  Personen- und Industrieverbände (Verband, Interessenvertretungen) mit eigenen, Profit generierenden Service-Gesellschaften.
Wissenschaft und Praxis haben eine Reihe unterschiedlicher Organisationsformen hervorgebracht. Eine der wesentlichen, gängigen Unterscheidungen ist die zwischen profitorientierten Organisationen des privaten (Unternehmen) und nicht-profitorientierten Organisationen des öffentlichen oder dritten Sektors.

## Erweiterung
In einigen Fällen wird hybride Organisationen als Synonym für Netzwerkorganisationen verwendet.
Generell bedeutet das Adjektiv hybrid eine Verbindung, Vermischung oder Vereinigung verschiedener Elemente aus unterschiedlichen Bereichen. 
In agilen Organisationen verweist hybrid auf die Synthese von analogen und digitalen Ressourcen, Strukturen, Prozessen, Maßnahmen, Medien und Werkzeugen. 

## Weiterführende Literatur
- P. M. Karré (2020): Conceptualizing hybrid organizations: a public administration approach. In: Billis, D. & Rochester, C. (eds.), International Handbook of Hybrid Organizations, Cheltenham Glos: Edward Elgar, pp. 31–47.
- Julie Battilana & Silvia Dorado (2010): Building sustainable hybrid organizations: The case of commercial microfinance organizations. Academy of Management Journal, 53:6, 1419–1440.
- David Billis (2010): Hybrid Organizations and the Third Sector, Palgrave Macmillan
- Malgorzata Ciesielska (2010): Hybrid Organisations. A study of the Open Source – business setting. Copenhagen Business School Press
- E. van Hout/K. Putters (2007): Managing Hybridity: leadership in Third sector organizations; paper presented at The Third Transatlantic Dialogue »Leading the Future of the Public Sector«. Delaware, 31.5.–2.6.2007. Google Scholar